# Komandosi

Placa conmemorativa de los eventos de marzo de 1968 en la Universidad de Varsovia

Komandosi fue el nombre de una organización formada por estudiantes polacos de ideología de izquierdas y opositores del gobierno socialista en la entonces República Popular de Polonia. Estuvo activo entre finales de los años 60 y principio de los 70.  
Entre los miembros más destacados se encuentran Jacek Kuroń, Karol Modzelewski, Adam Michnik, Henryk Szlajfer, Teresa Bogucka, Jan T. Gross, Jakub Kariński, Barbara Toruńczyk, Irena Grudzieńska, Jan Lityński, entre otros estudiantes conocidos por su oposición al comunismo.
El origen del nombre (Comandos en español) tuvo sus orígenes en el proceder de los estudiantes a la hora de irrumpir en las aulas de la Universidad de Varsovia oponiéndose a lo que ellos consideraban «propaganda política». El acto más notorio fueron los acontecimientos de marzo de 1968 por el que la mayor parte de los miembros fueron arrestados con cargos por las autoridades comunistas. Michnik fue sentenciado a tres años de prisión, Kuroń a tres y medio y Lityński y los demás a dos y medio.